# Eraldo Pezzini
Eraldo o Erardo Pezzini (Curtatone, 15 aprile 1924 – Mantova, 4 gennaio 1996) è stato un calciatore italiano, di ruolo difensore.

## Carriera
Ha esordito nel Mantova sedicenne, il 2 febbraio 1941 nella partita di Serie C Mantova-Alfa Romeo (2-1), fino al torneo di guerra del 1944, ha giocato una manciata di partite in prima squadra.
Dal primo campionato del dopoguerra è diventato il baluardo della difesa dei virgiliani giocando ancora per nove stagioni, le prime tre in Serie B, le altre sei in Serie C. Con la maglia del Mantova in tutto ha disputato tredici stagioni, con 216 partite di campionato e due reti, realizzate il 21 maggio 1950 nella partita Mantova-Libertas Trieste (3-2).
Conclude la carriera nel Foggia, disputando il campionato 1954-1955.